# رام ماندیر
رام ماندیر یک معبد هندو در ایودیا است که برای راما ساخته شده‌است. راما در اعتقادات آیین هندو هفتمین آواتار ویشنو و یکی از شاهان آیودیا است.
در این مکان در سده‌های گذشته معبدی برپا بوده‌است. اما در سده شانزدهم میلادی توسط بابر، مؤسس امپراتوری گورکانی به جای آن مسجد بابری را بنا کرد. در پی شورش هندوان در دهه پایانی سده بیستم به تخریب غیرقانونی مسجد بابری در سال ۱۹۹۲ انجامید. سرانجام، دیوان عالی هند در نوامبر ۲۰۱۹ فرمان داد که هندوان می‌توانند به جای مسجد بابری در این مکان معبدی تأسیس کنند. در ۵ اوت ۲۰۲۰، نارندرا مودی، نخست‌وزیر هند، سنگ بنای معبد جدید را نهاد و در سخنرانی خود به تجلیل از احداث این بنا و کسانی که برای تأسیس آن کوشیدند، پرداخت.